# Alfredo Pérez Rubalcaba
Alfredo Pérez Rubalcaba (Medio Cudeyo, 28 de julho de 1951 – Madrid, 10 de maio de 2019) foi um político espanhol filiado no Partido Socialista Obrero Español e Ministro de diversas pastas nos governos liderados por José Luis Rodríguez Zapatero e vice-presidente de governo da Espanha.
Doutor em Ciências Químicas e professor universitário na Universidade Complutense de Madrid, foi ministro de Educação e Ciência (1992–1993) e Ministro da Presidência (1993–1996). Na V legislatura foi deputado por Toledo, passando a ser por Madrid nas eleições de 1996 e 2000, e pela Cantábria em 2004.
A partir de abril de 2006 e até 2011 foi ministro do Interior e desde novembro de 2010 até final de 2011 foi também vice-presidente  do governo e porta-voz após a saída de María Teresa Fernández de la Vega.
Rubalcaba foi o candidato socialista a primeiro-ministro nas eleições de 20 de novembro de 2011. Perdeu (com o pior resultado de sempre do PSOE) estas eleições para o Partido Popular liderado por Mariano Rajoy. O PSOE elegeu apenas 110 deputados, o seu pior resultado de todos os tempos até então, sendo superador em 2015.
A 8 de maio de 2019, Rubalcaba entrou no Hospital Puerta de Hierro, em Majadahonda, em estado grave devido a um AVC. Morreu dois dias depois.